# Józefin (przystanek kolejowy)
Józefin – przystanek osobowy w Józefinie w gminie Halinów w województwie mazowieckim. 
27 lutego 2023 roku podpisano umowę na budowę przystanku, a otwarcie nastąpiło 14 października 2023.

## Ruch pasażerski[5]
| Rok  | Wymiana pasażerska na dobę |
| ---- | -------------------------- |
| 2023 | 20-49                      |